# Hugo Planck
Hugo Wilhelm Sigmund Allwill Planck (* 29. September 1846 in Greifswald; † 22. November 1922) war ein Senatspräsident am deutschen Reichsgericht.

## Leben
Planck war der Halbbruder von Max Planck. Sein Vater Wilhelm Johann Julius von Planck (1817–1900) war Juraprofessor in Kiel, Greifswald und München. Gottlieb Planck (1824–1910), ein Cousin seines Vaters, war einer der wichtigsten Kommissionsmitglieder des Bürgerlichen Gesetzbuches (BGB). 1864 legte Hugo Planck sein Abitur an der Kieler Gelehrtenschule ab. Anschließend studierte er Rechtswissenschaften in Kiel, Leipzig und München. Während seines Studiums wurde er 1864 Mitglied der Burschenschaft Teutonia zu Kiel. 1868 wurde er Referendar. Er nahm am Deutsch-Französischen Krieg von 1870/71 im Rang eines Secondelieutenants der Reserve teil. 1874 wurde er Gerichtsassessor und im selben Jahr Kreisrichter in Itzehoe. 1879 stieg er zum Landrichter in Flensburg auf. 1886 wurde er an das Oberlandesgericht Kiel berufen. 1890 wurde Planck Geheimer Justizrat und Vortragender Rat im Justizministerium. 1893 erfolgte seine Ernennung zum Reichsgerichtsrat. 1906 wurde er zum Senatspräsidenten befördert und übernahm den Vorsitz des I. Zivilsenats. Am 1. Oktober 1922 ging er in Pension und starb nur wenige Wochen später.

## Ehrungen
- 1904 Ehrendoktor der Universität Leipzig[3]
- 1916 Titel Wirklicher Geheimer Rat mit der Anrede Exzellenz